# 理查德·休斯
理查德·休斯（Richard David Hughes，1975年9月8日—）是英國的一位音樂人，他是英國樂隊基音樂隊的鼓手。